# 李時茪
李時茪（？年—1642年），號濬源，直隸霸州（今河北省霸州市）人。明朝政治人物，萬曆己未進士。

## 生平
萬曆三十七年（1609年）己酉科順天府鄉試舉人，四十七年（1619年）己未科進士。吏部觀政，天啓二年任太常寺博士，五年陞吏部主事、稽勛司郎中。因侍養歸家。上條陳，陞兵備副使。累官參政，因病歸里家居。崇禎十五年（1642年）清兵入塞，攻霸州，兵備副使趙輝偕知州丁師羲、李時茪等督士民固守。援軍不至，隨即城破。輝整冠帶自盡，子琬同死。師羲、時茪皆死。

## 家族
曾祖李仲美。祖李应科。父李汲。